# 1996년 뉴욕 영화 비평가 협회상
제62회 뉴욕 영화 비평가 협회상은 1996년 영화를 대상으로 하는 시상식이다.

## 수상 및 후보

### 작품상
- 파고

### 감독상
- 브레이킹 더 웨이브 - 라스 폰 트리에 수상

### 각본상
- 스위트 마마 - 앨버트 브룩스 수상
- 스위트 마마 - Monica Johnson 수상

### 여우주연상
- 브레이킹 더 웨이브 - 에밀리 왓슨 수상

### 남우주연상
- 샤인 - 제프리 러쉬 수상

### 여우조연상
- 래리 플린트 - 코트니 러브 수상

### 남우조연상
- 캔사스 시티 - 해리 베라폰테 수상

### 촬영상
- 브레이킹 더 웨이브 - 로비 뮐러 수상
- 데드 맨 - 로비 뮐러 수상

### 다큐멘터리상
- 우리가 왕들이었을 때

### 외국영화상
- 하얀 풍선

### 신인감독상
- 빅 나이트 - 스탠리 투치 수상
- 빅 나이트 - 캠벨 스코트 수상

### 특별상
- Jonas Mekas 수상

### 재상영영화상
- 현기증